# Palača Mukden
Palača Mukden (poenostavljeno kitajsko: 盛京宫殿; tradicionalno kitajsko: 盛京宮殿; pinjin: Shèngjīng Gōngdiàn) ali Cesarska palača Šenjang (poenostavljeno kitajsko: 沈阳故宫; tradicionalno kitajsko: 瀋陽故宮; pinjin: Shěnyáng Gùgōng) je bila nekdanja palača pozne dinastije Džin in zgodnje dinastije Čing. Zgrajena je bila leta 1625, prvi trije cesarji Čing pa so v njej živeli od leta 1625 do 1644. Po propadu cesarske oblasti na Kitajskem je bila palača preurejena v muzej, ki je danes  v središču Šenjanga v provinci Liaoning.

## Zgodovina
Zgodnja gradnja se je začela leta 1625, ko jo je zgradil Nurhacije, ustanovitelj pozne dinastije Džin. Do leta 1631 so bile med vladavino Nurhacijevega naslednika Hong Taidžija dodane dodatne strukture.
Palača Mukden je bila zgrajena tako, da je spominjala na Prepovedano mesto v Pekingu. Vendar pa palača kaže tudi namige mandžurskega in tibetanskega arhitekturnega sloga.
Ko je dinastija Čing leta 1644 v Pekingu zamenjala dinastijo Ming, je palača Mukden izgubila status uradne rezidence cesarja Čing. Namesto tega je postala regionalna palača.
Leta 1780 je cesar Čjanlong palačo še razširil. Naslednji cesarji Čing so vsako leto običajno nekaj časa bivali v palači Mukden.
Leta 1928 je bil v palači ustanovljen Muzej treh vzhodnih provinc, ki se je leta 1932 preimenoval v Muzej stare palače Fengtian, a je bil leta 1936 zaprt.
Leta 1934 je bil na jugozahodnem vogalu palače Mukden zgrajen Spomenik cesarski vladavini Mandžukua, ki je temeljil na istem načrtu, kot je bil že zgrajen v Hsinkingu (danes Čangčun). Porušen je bil leta 1945.
Leta 1955 je bila palača Mukden preurejena v Muzej cesarske palače Šenjang.
Leta 2004 je bila kot podaljšek cesarske palače dinastij Ming in Čing oziroma Prepovedanega mesta v Pekingu vpisana na seznam svetovne dediščine UNESCO.

## Struktura
Palača Mukden se razprostira na približno 60.000 kvadratnih metrih, z več kot 300 stavbami in 20 dvorišči. Glede na svojo razporeditev jo lahko razdelimo na tri dele: vzhodni del, srednji del in zahodni del, pri čemer je srednji del glavni. Vzhodni in zahodni del sta bila zgrajena v obdobju Nurhači. Razporeditev stavb iz sistema osmih praporov v vzhodnem delu je edinstvena značilnost palače. Združuje arhitekturne značilnosti ljudstev Mandžurov, Hanov in Mongolov.
Glavni del srednjega dela je v središču starodavnega mesta Šenjang, zgrajenega v obdobju Hong Taidži. Stavbe so razporejene na osrednji osi z več simetričnimi gospodarskimi poslopji na obeh straneh. Stavba na zahodni cesti je bila zgrajena leta 1783.
Ta struktura ima strogo funkcionalno delitev z jasno razliko med stavbami primarnega in sekundarnega statusa, celotna kompozicija pa prikazuje izrazite značilnosti bivanja Mandžurov.

### Vzhodni del
Dvorana Dadženg (大政殿) in paviljoni desetih princev (十王亭) so bili zgrajeni v obdobju Nurhači. Dokončana je bila leta 1625 in je bila kraj, kjer je cesar prirejal 'veliko slovesnost', pa tudi pisarna ministrstva osmih praporov. Tempelj Dadženg je osmerokotna težka stavba z rumenimi glaziranimi ploščicami in zelenimi obrobami, 16 večbarvnimi glaziranimi grebeni, veliko leseno okvirno konstrukcijo z vdolbino in čepnim spojem, zunanjim strešnim lokom, barvnimi poslikavami in zmajevimi ploščami, kar je tradicionalna arhitekturna oblika kitajskih palač. Poleg tega dekoracija Cintamani in stropi s sanskrtom dodajajo verski značaj. Dvorana Dadženg in paviljoni desetih princev tvorijo celotno skupino stavb v vzhodnem delu.

### Srednji del
Vrata Dačing (大清门), dvorana Čongdženg (崇政殿), stavba Fenghuang (凤凰楼), palača Čingning (清宁宫) in druge so bile zgrajene med letoma 1627 in 1635. To je bil kraj, kjer je cesar izvajal politične dejavnosti, in bivalna palača kraljevih žena. Najbolj reprezentativna stavba srednjega dela je stavba Fenghuang, palača, ki je bila zgrajena na 4 metre visoki modri opečni ploščadi kot prostor, kjer je cesar prirejal bankete. Medtem ko je palača Fenghuang obrnjena proti vzhodu, je povezana z verskim obrednim trgom, prostor na zahodu pa je obdan s pečjo Kang, tradicionalnim načinom ogrevanja v severnem delu Kitajske. Dimnik je na zadnji strani, arhitekturna značilnost ljudstva Mandžurov.

### Zahodni del
Šitai (戏台), Džiajintang (嘉荫堂), Venšange (文溯阁) in Jangšidžai (仰熙斋) so bili zgrajeni leta 1782. Ko je bil cesar dinastije Čing na svojem 'vzhodnem potovanju' v Šengdžingu (Šenjang), je bil to prostor za branje knjig, gledanje dram in prostor za shranjevanje Popolne knjižnice štirih zakladnic. Celotna arhitekturna zasnova in postavitev odražata cesarjevo tako imenovano 'dostojanstvo' in strogo fevdalno hierarhijo. V palači Mukden je bila samo streha vredna 680.000 taelov, kar ustreza letnemu obroku 450.000 revnih kmetov.
Danes palača Mukden gosti bogato in dragoceno zbirko predmetov. Muzej palače Mukden razstavlja veliko število artefaktov, kot so meč Nurhačija ter nož za pas in stoli iz rogovja Hong Taidžija.

## Zbirke
Zbirke muzeja palače Mukden temeljijo na cesarski zbirki dinastije Čing, vključno s porcelanom, emajlom, lakiranimi izdelki, kiparstvom, kaligrafijo in slikarstvom, tkanjem, vezenjem itd., ki ima tako zgodovinske kot kulturne značilnosti zgodnje in pozne dinastije Čing kot tudi palačne umetnosti z bogato kulturno konotacijo in umetniško vrednostjo.